# Saint-Marc (arrondissement)
Saint-Marc (em crioulo haitiano: Sen Mak) é um arrondissement do Haiti, situado no departamento de Artibonite. De acordo com o censo de 2003, Saint-Marc tem uma população total de 268499 habitantes.

## Comunas
O arrondissement de Saint-Marc é composto por três comunas.
- La Chapelle
- Saint-Marc
- Verettes